# Teresa Sukniewicz
Teresa Sukniewicz-Kleiber (née le 10 novembre 1948 à Varsovie) est une athlète polonaise spécialiste du 100 mètres haies. 

## Carrière
Licenciée au club du Lotnika de Varsovie, elle participe aux Jeux olympiques de 1968 où elle chute en demi-finale du 80 m haies. Le 20 juin 1969, Teresa Sukniewicz égale le record du monde du 100 m haies détenue par l'Est-allemande Karin Balzer en réalisant 13 s 3 lors des Championnats de Pologne. Cinquième des Championnats d'Europe de 1969, elle monte sur la troisième marche du podium du 60 m haies lors des Championnats d'Europe en salle 1970 se déroulant à Vienne, en Autriche. Vainqueur par la suite des Championnats du monde universitaires, elle établit le 20 juin 1970 le temps de 12 s 8 et améliore d'un dixième de seconde le nouveau record du monde du 100 m haies repris par Karin Balzer depuis la fin de l'année 1969. Dépossédée de son record du monde par Balzer quelques mois plus tard (12 s 7), la Polonaise égale la performance de l'Est-allemande le 20 septembre 1970, portant à trois le nombre de records mondiaux du 100 m haies établis durant sa carrière.
En 1971, Teresa Sukniewicz se classe troisième du 60 m haies des Championnats d'Europe en salle de Sofia, et obtient ce même résultat durant l'été lors des Championnats d'Europe en plein air d'Helsinki où elle est devancée par les Allemandes Karin Balzer et Annelie Ehrhardt. Elle obtient la médaille d'argent du 50 m haies lors des Championnats d'Europe en salle de 1972 se déroulant à Grenoble.
Teresa Sukniewicz a remporté sept titres lors des Championnats de Pologne en plein air (80 m haies en 1968, 100 m haies en 1970, 200 m haies en 1970 et relais 4 × 100 m de 1967 à 1970).

## Palmarès
| Année | Compétition                    | Lieu     | Place | Épreuve     |
| ----- | ------------------------------ | -------- | ----- | ----------- |
| 1969  | Championnats d'Europe          | Athènes  | 5e    | 100 m haies |
| 1970  | Championnats d'Europe en salle | Vienne   | 3e    | 60 m haies  |
| 1970  | Universiade                    | Turin    | 1re   | 100 m haies |
| 1971  | Championnats d'Europe en salle | Sofia    | 3e    | 60 m haies  |
| 1971  | Championnats d'Europe          | Helsinki | 3e    | 100 m haies |
| 1972  | Championnats d'Europe en salle | Grenoble | 2e    | 50 m haies  |